# Libe Barer
Libe Alexandra Barer, född 19 december 1991 i Los Angeles, Kalifornien, är en amerikansk skådespelare.
Barer har bland annat medverkat i TV-serierna Sneaky Pete 2015–2019, Those Who Can't 2016–2019. 2023 spelade hon en av de ledande rollerna i filmen Beautiful Disaster, en roll som hon även spelar i dess uppföljare Beautiful Wedding från 2024.

## Filmografi (i urval)
- 2015–2019: Sneaky Pete
- 2016–2019: Those Who Can't
- 2019: I See You
- 2023: Beautiful Disaster
- 2023 – Moon Girl och Devil Dinosaur (TV-serie)
- 2024 – Beautiful Wedding